# 리보르 코자크
리보르 코자크(체코어: Libor Kozák, 1989년 5월 30일 ~ )는 세리에 C의 아레초에서 스트라이커로 뛰는 체코의 축구 선수다.

## 수상
라치오
- 코파 이탈리아: 2008–09, 2012–13
- 유로파 리그: 득점왕 (8 골)